# Pavetta lasiobractea
Pavetta lasiobractea är en måreväxtart som beskrevs av Karl Moritz Schumann. Pavetta lasiobractea ingår i släktet Pavetta och familjen måreväxter. Inga underarter finns listade i Catalogue of Life.